# Fiesta de San Roque (Callosa de Segura)

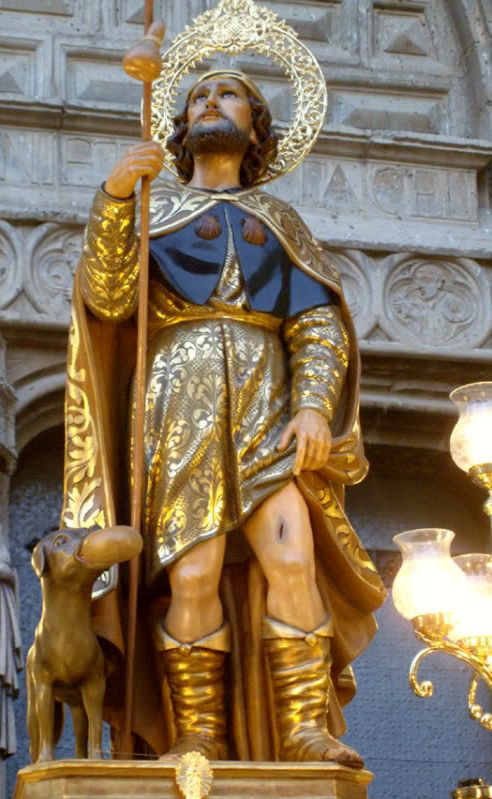
Imagen de San Roque, Patrón de Callosa de Segura

La Fiesta de San Roque es una celebración que tiene lugar en Callosa de Segura (Alicante), de donde es patrón.
Cuenta la leyenda que se apareció en la madrugada del 16 de noviembre de 1409 en un corral o establo que había en las ruinas del antiguo castillo-fortaleza (el más grande y antiguo de la provincia de Alicante), que se hallaba en una planicie saliente de la Sierra de Callosa. Se apareció a cuatro pastores: Hernán Merino, Francisco Pérez, Felipe Miralles y Jaime Antolínos (este último, manco de nacimiento). 
Aquellos bajaron al pueblo e hicieron subir a las autoridades civiles y religiosas, que sorprendidos por la milagrosa curación del pastor, subieron de inmediato a la montaña, pero el santo ya no estaba; en su lugar, hallaron la imagen del peregrino grabada en el portalón del establo. Desde entonces quedó en el altar de la ermita que se construyó allí. En esta ciudad se celebró en el año 2009 el VI Centenario de la Gloriosa Aparición de San Roque, otorgándole el papa Benedicto XVI Año Santo Jubilar, y culminando la efeméride con la venida de la Santa Reliquia del Brazo de San Roque, que se venera en Roma, y que por vez primera se traía a España. 